# 障子岳 (大分県・宮崎県)
障子岳（しょうじだけ）は、大分県豊後大野市緒方町と宮崎県西臼杵郡高千穂町との境にある山である。標高1,703m。

## 概要
祖母傾山系では祖母山に次ぎ2番目に高い山である。間に天狗岩（標高1,640m）、烏帽子岩（標高1,640m）の岩塊を挟んで、祖母山の南側に位置しており、そのさらに南東には古祖母山が位置する。
なお、この山は豊後大野市の南西端に位置するが、豊後大野市内の北部（旧大野町）には同名の障子岳（標高522m）が存在する。さらに、大分市にも、同名の障子岳（標高750.8m）があり、これら3つの山は北東-南西方向にほぼ一直線に並んでいる。